# Tagesbetreuungsausbaugesetz
Das Tagesbetreuungsausbaugesetz (Gesetz zum qualitätsorientierten und bedarfsgerechten Ausbau der Tagesbetreuung für Kinder, TAG) ist ein deutsches Artikelgesetz, das zum 1. Januar 2005 in Kraft getreten ist. Es hat den qualitätsorientierten und bedarfsgerechten Ausbau der Tagesbetreuung und die Weiterentwicklung der Kinder- und Jugendhilfe zum Ziel. Das Artikelgesetz legt eine Reihe von Änderungen im SGB VIII und in anderen Gesetzen fest.   
In erster Linie gilt das TAG dem gerechten Ausbau der Kinderbetreuung, dabei insbesondere der Tagesbetreuung von Kindern unter drei Jahren. Bis zum Oktober 2010 sollen bundesweit 230.000 zusätzliche Plätze in Kindertagesstätten, Krippen oder bei Tagespflegepersonen entstehen. Der Bedarf der Bildungs- und Betreuungsangebote wird jetzt durch die Formulierung von Qualitätsmerkmalen stärker konkretisiert und auf die Kindertagespflege ausgedehnt. Die Kindertagespflege soll sich zu einer gleichrangigen Alternative entwickeln und den Eltern eine Wahl zwischen den unterschiedlichen Betreuungsmöglichkeiten geben. Die dazugehörigen Förderangebote und Schritte zur Qualifizierung der Tagespflegepersonen werden in § 23 TAG erläutert.